# Giovanni Tonucci
Pour les articles homonymes, voir Tonucci.
Giovanni Tonucci, né le 4 décembre 1941, à Fano dans la province de Pesaro et Urbino en Italie, est un évêque catholique italien, prélat de Lorette de 2007 à 2017.

## Années de formation
Après avoir obtenu, en 1960, la maturité de lettres classiques au lycée Guido Nolfi de Fano, il va à Rome, où il fréquente le grand séminaire pontifical romain.
Ses études théologiques terminées, Tonucci est ordonné prêtre le 19 mars 1966 par Costanzo Micci (it), alors évêque de Larino.
En 1968, il entre au service diplomatique du Saint-Siège et suit des cours préparatoires à l’Académie pontificale ecclésiastique tout en complétant sa formation à l’université pontificale du Latran où il est diplômé en théologie mais aussi en droit canon.

## Activité diplomatique

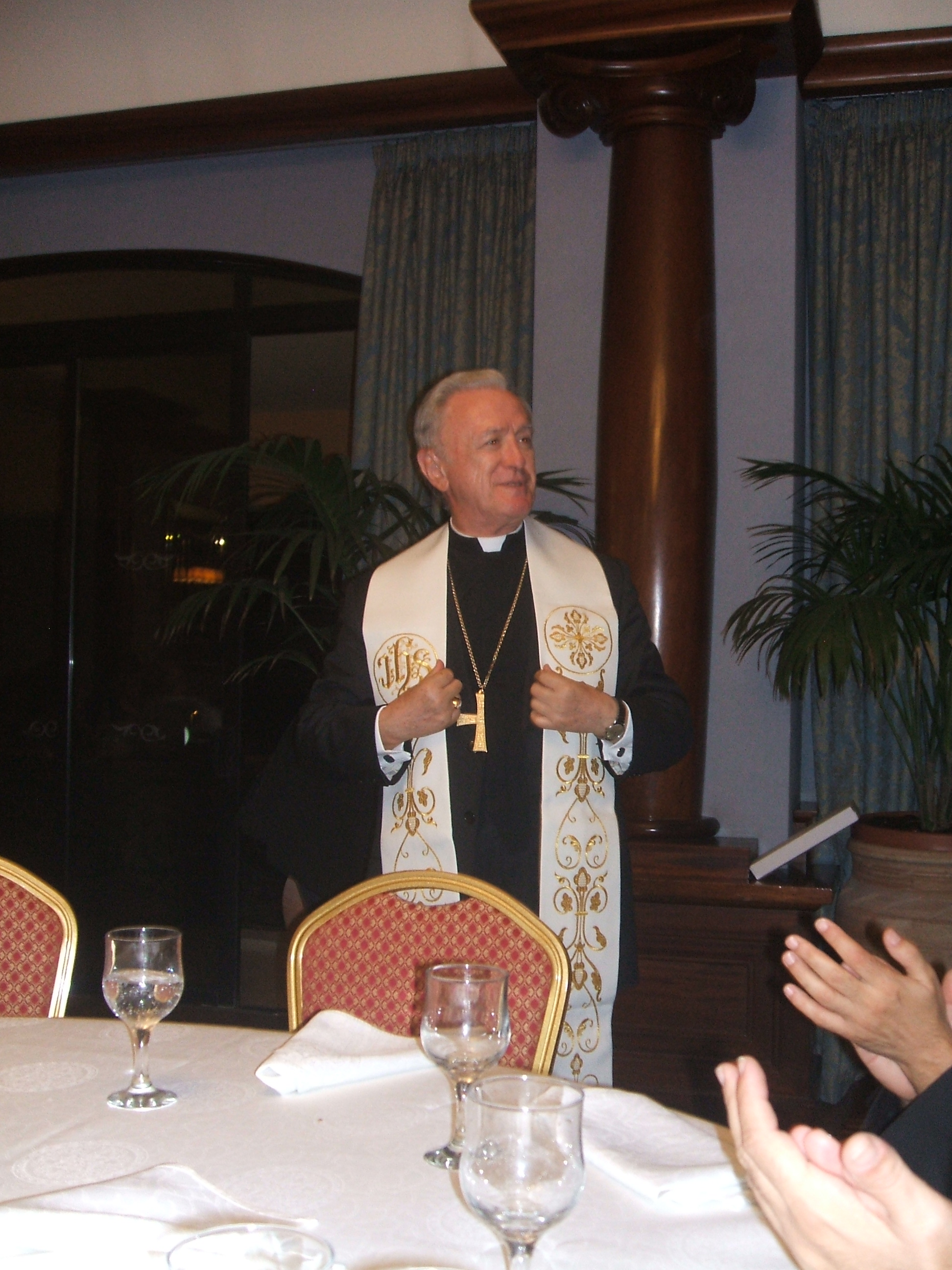
Mgr Giovanni Tonucci, archevêque et prélat de Lorette, aux célébrations de la fête de Notre-Dame-de-Lorette à Għajnsielem à l'occasion du 25e et du 125e anniversaire de la consécration du vieux village et de la nouvelle église. Photo prise au Grand hotel de Gozo.

De 1971 à 1973, la « carrière diplomatique » le mène tout d’abord à Yaoundé au Cameroun puis, entre 1974 et 1976, il est à Londres. À partir de  juillet 1976 il est de nouveau à Rome, à la section I – affaires générales de la secrétairerie d'État – où il travaille avec Agostino Casaroli, puis il passe en avril 1978 à la section II – relation avec les États – sous l’autorité d'Achille Silvestrini. À la fin 1984, il est nommé à la nonciature apostolique (en) de Belgrade, alors dans la république fédérative socialiste de Yougoslavie. Il y reste jusqu'à l’été 1987 où il est muté à Washington aux États-Unis.
Le 21 octobre 1989 il est nommé archevêque titulaire (ou in partibus) de Torcello (de) et nonce apostolique en Bolivie (en). Il est consacré évêque le 6 janvier 1990 par le pape Jean-Paul II en même temps que Giovanni Battista Re et Miroslav Stefan Marusyn.
Il reste en Bolivie jusqu’en mars 1996 lorsqu'il est nommé nonce au Kenya (en), charge qu'il cumule à partir de 1997 avec celle d'Observateur permanent du Saint-Siège auprès de l’ONU pour le Programme des Nations unies pour les établissements humains et le Programme des Nations unies pour l'environnement, ces deux institutions étant basées au Kenya. Il prononce en août 2000 l'homélie aux funérailles à Nairobi du P. John Anthony Kaiser mhm, assassiné quelques jours plus tôt.
À partir d’octobre 1996 il est nonce apostolique (en) à Stockholm pour la Suède, le Danemark, la Finlande, l'Islande et la Norvège.
Le 18 octobre 2007, il est nommé évêque prélat et légat pontifical pour la basilique de Sainte Maison de Lorette. Il y accueille le 4 octobre 2012 le pape Benoît XVI en visite pastorale.
Le 8 mars 2014, le pape François ajoute à ses charges celle de délégué pontifical pour la basilique Saint-Antoine de Padoue.
Il renonce à ses charges, à 75 ans, le 20 mai 2017, lorsque le pape François nomme Fabio Dal Cin pour lui succéder dans ses fonctions à Lorette et Padoue. 

## Famille
Son  frère, don Paolo Maria Tonucci, a été missionnaire au Brésil de 1965 à 1994, période durant laquelle il s’est battu pour les droits des pauvres contre les forces de la dictature, ce qui lui valut le titre de persona non grata pour recevoir la citoyenneté brésilienne.

## Œuvres
- Giovanni Tonucci, "God's letter to me – 101 questions and answers on the Bible".
- Giovanni Tonucci; Roberto Ansuini, "Don Paolo". Texte de Paolo Tonucci [et al.], Fondazione Cassa di Risparmio di Fano, Grapho 5, 2004.
- Giovanni Tonucci, "Visioni di un pellegrino. Le foto di Mzee Mwenda". Ed. italienne et anglais, Velar, 2006.  (ISBN 8871352335).
- Giovanni Tonucci; Massimo Ciavaglia, "El Vangel cum l'ha scrit San Marc". (en dialecte de Fano), Ven. Confraternitas Sanctae Mariae Suffragii, Fano, 2007.

## Source
- (it) Cet article est partiellement ou en totalité issu de l’article de Wikipédia en italien intitulé « Giovanni Tonucci » (voir la liste des auteurs).